# Echthromorpha nigricornis
Echthromorpha nigricornis är en stekelart som först beskrevs av Smith 1865.  Echthromorpha nigricornis ingår i släktet Echthromorpha och familjen brokparasitsteklar. Utöver nominatformen finns också underarten E. n. fastigata.